# Gijs Vermeulen
Gijs Vermeulen, född den 7 maj 1981 i Amsterdam i Nederländerna, är en nederländsk roddare.
Han tog OS-silver i åtta med styrman i samband med de olympiska roddtävlingarna 2004 i Aten.